# Klockerkarkopf
Der Klockerkarkopf, irrtümlicherweise auch Glockenkarkopf geschrieben, italienisch Vetta d’Italia, ist ein 2911 m ü. A. hoher Gipfel im Hauptkamm der Zillertaler Alpen. Er liegt genau auf der Grenze zwischen dem österreichischen Bundesland Salzburg und der italienischen Provinz Südtirol sowie zwischen dem Nationalpark Hohe Tauern und dem Naturpark Rieserferner-Ahrn.

## Lage
Der Klockerkarkopf liegt im Zillertaler Hauptkamm zwischen dem Krimmler Tauern im Westen und der Birnlücke im Osten. Rund 300 m südwestlich des Gipfels liegt der etwas höhere Pfaffenschneidkopf (2918 m), getrennt durch eine nur 37 m tiefe Einschartung. Knapp über 400 m nordöstlich des Klockerkarkopfs befindet sich das Westliche Zwillingsköpfl (2835 m).
Nordseitig fällt das Gelände zum Krimmler Achental ab, südseitig zum Ahrntal. Von dort ist der Klockerkarkopf auch durch einen markierten Wanderweg erschlossen, der vom die Südhänge querenden Lausitzer Weg zum Gipfel abzweigt.

## Geschichte
Die erste bekannte Besteigung des Klockerkarkopfs erfolgte am 10. Juli 1895 als Überschreitung vom Norden her durch den ersten Herausgeber des Nietzsche-Archivs Fritz Koegel und den Bergführer Franz Hofer.
Eine besondere Signifikanz hatte der Gipfel für den italienischen Nationalisten, Irredentisten und späteren Faschisten Ettore Tolomei, der den damals noch in Österreich-Ungarn gelegenen Klockerkarkopf am 16. Juli 1904 zusammen mit seinem Bruder Ferruccio Tolomei, Elvira und Ilda Tomasi sowie dem Bergführer Franz Gasser aus Prettau bestieg. Er vermeinte, nun am nördlichsten Punkt des Einzugsgebiets des Mittelmeers im Alpenbogen zu stehen, und glaubte gemäß der von ihm vertretenen Naturgrenztheorie, sich somit auch am nördlichsten Punkte des rechtmäßig Italien zustehenden Gebiets zu befinden. Da er sich zudem zum Erstbesteiger erklärte, hielt er es für sein gutes Recht, den Gipfel Vetta d’Italia (deutsch „Spitze Italiens“) benennen zu dürfen, um die Gebietsansprüche Italiens auf das mehrheitlich deutschsprachige Südtirol zu untermauern. Abgesehen vom Umstand, dass der Klockerkarkopf zu diesem Zeitpunkt schon längst bestiegen gewesen war, hatte Tolomeis Gipfelsieg noch einen weiteren Makel: Beim Klockerkarkopf handelt es sich gar nicht um den nördlichsten Punkt des mediterranen Einzugsgebiets, denn das ganz in der Nähe liegende Westliche Zwillingsköpfl (2835 m ü. A.) befindet sich nochmals rund 100 m weiter nördlich.
In italienischen Landkarten wurde Tolomeis Bezeichnung des Berges bereits seit 1905 verwendet. Seit dem Inkrafttreten des Friedensvertrags von Saint-Germain 1920 verläuft die italienisch-österreichische Staatsgrenze tatsächlich über den Gipfel des Klockerkarkopfs. Nach Erik von Kuehnelt-Leddihn habe der Name „Vetta d’Italia“ bei den Verhandlungen den in Geographie und Geschichte Europas recht wenig bewanderten US-Präsidenten Woodrow Wilson von der Legitimität der neuen italienischen Nordgrenze überzeugt.

## Namensdiskussion

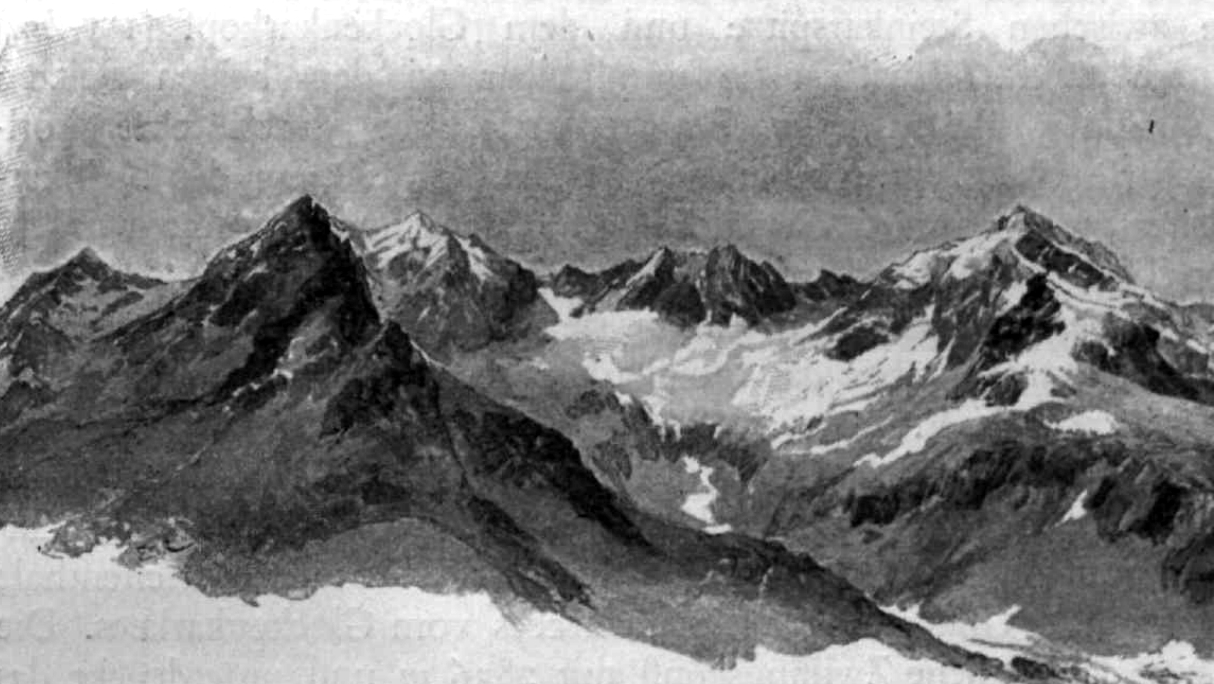
Der Gebirgskamm mit dem Klockerkarkopf als drittem Gipfel von links in einem Bild von E. T. Compton

Die früher weiter verbreitete, aber auch heute noch von der Österreichischen Karte verwendete Namensvariante Glockenkarkopf wurde bereits von Karl Finsterwalder als Falschschreibung des originären Toponyms erkannt. Der Gipfel hat nämlich nichts mit Glocken zu tun, sondern erhielt seinen Namen nach einem nordseitig gelegenen Kar, das wiederum als zugehöriges Almgelände nach dem Krimmler Hof Klocker benannt wurde.
Die Bezeichnung Vetta d’Italia stößt bei der mehrheitlich deutschsprachigen Bevölkerung Südtirols weitgehend auf Ablehnung, wird aber auch bisweilen scherzhaft in der Form die Wätta verwendet. Vor diesem Hintergrund benannte 1989 Alexander Langer, der Vorkämpfer für einen gesellschaftlichen Austausch und eine intensivere Verständigung zwischen den Südtiroler Sprachgruppen, den Berg in einer symbolischen Aktion in Europagipfel – Vetta d’Europa um, was 2011 von den Südtiroler Grünen durch Anbringung einer entsprechenden Tafel im Gipfelbereich erneut bekräftigt wurde.